# Ushuaia
Ushuaia (/uːˈʃwaɪ.ə/ oo-SHWY-ə, tiếng Tây Ban Nha: [uˈswaja]) là thủ phủ của tỉnh Tierra del Fuego, miền nam Argentina. Với dân số gần 75,000 người và tọa lạc ở vĩ độ 54 độ Nam, đây thường được coi là thành phố cực nam của thế giới. Được mệnh danh là Siberia của phương nam, Ushuaia nằm trên một vịnh rộng bên bờ biển phía nam của đảo Isla Grande de Tierra del Fuego, được bao bọc ở phía bắc bởi dãy núi Martial và phía nam là eo biển Beagle. Đây là khu đô thị duy nhất thuộc bộ Ushuaia, có diện tích 9.390 km2 (3.625 dặm vuông). Thành phố được thành lập vào ngày 12 tháng 10 năm 1884 bởi Augusto Lasserre và lúc ấy nằm ven eo biển Beagle được bao quanh bởi dãy núi của sông băng Martial, ở vịnh Ushuaia. Ngoài việc là trung tâm hành chính của đảo Đất Lửa (Tierra del Fuego), đây còn là một cảng công nghiệp nhẹ và trung tâm du lịch. Ushuaia nằm cách bán đảo Nam Cực khoảng 1.100 kilômét (680 dặm) về phía nam và là một trong năm thành phố cửa ngõ của Nam Cực được quốc tế công nhận.

## Lịch sử

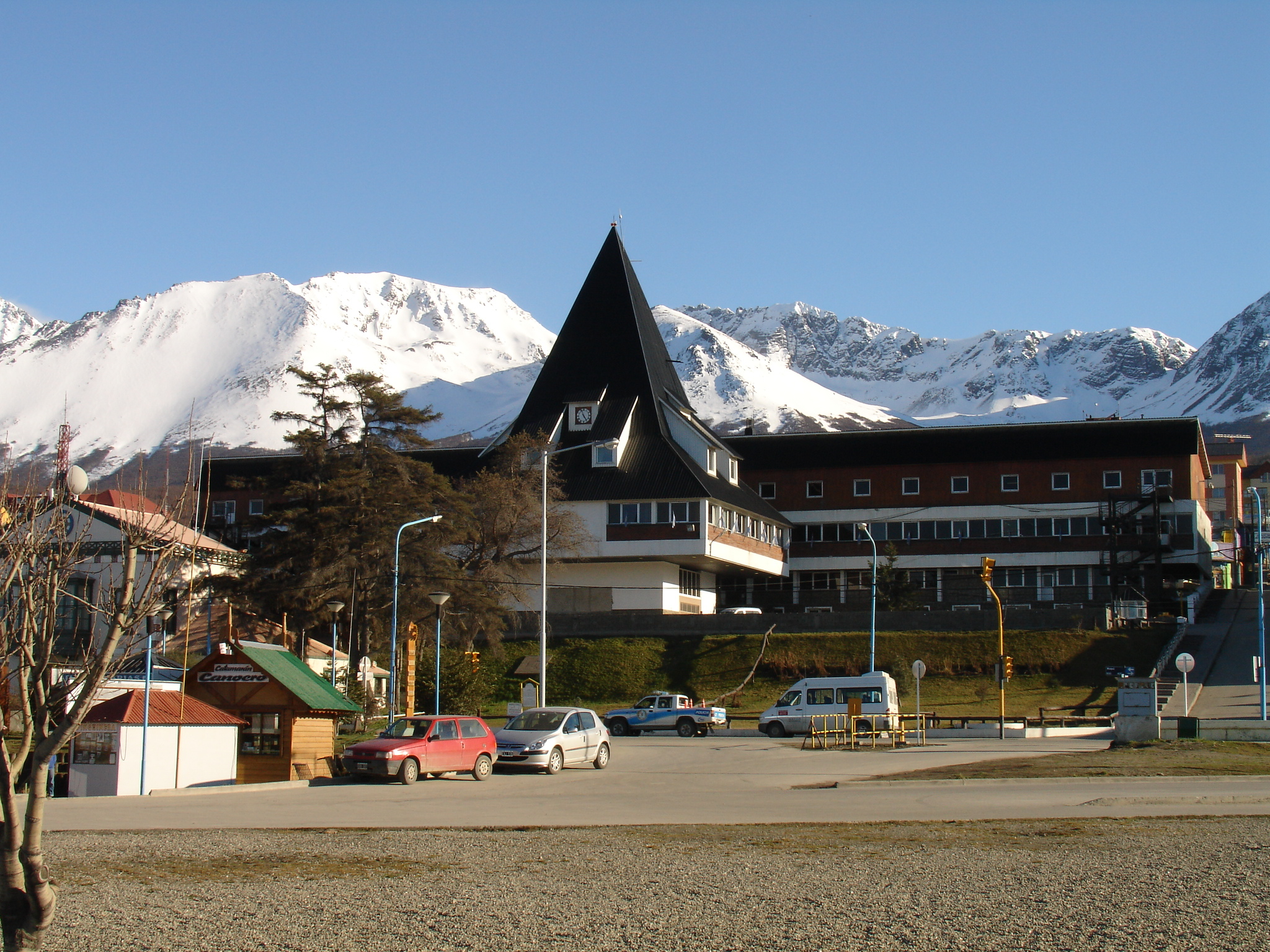
Tòa nhà của thị trưởng thành phố Ushuaia, với kiến trúc địa phương điển hình.

Người Selk'nam, còn được gọi là Ona, lần đầu tiên đến đảo Đất Lửa khoảng 10.000 năm trước. Nhóm người bản địa phía nam của hòn đảo, bộ lạc Yaghan (còn được gọi là Yámana), chiếm đóng toàn bộ khu vực mà bây giờ thuộc Ushuaia, sống trong những cuộc xung đột liên tục với các cư dân phía bắc của hòn đảo.
Trong phần lớn nửa sau của thế kỷ 19, phần phía đông của đảo Đất Lửa có rất nhiều dân cư không phải là công dân của Argentina, bao gồm một số người Anh. Ushuaia được các nhà truyền giáo người Anh thành lập một cách không chính thức, theo các cuộc điều tra trước đây của Anh, từ rất lâu trước khi những công dân Argentina hoặc đại diện của chính phủ đến định cư lâu dài. Tàu Anh HMS Beagle, dưới sự chỉ huy của Thuyền trưởng Robert FitzRoy, lần đầu tiên đến được eo biển vào ngày 29 tháng 1 năm 1833, trong chuyến đi đầu tiên khảo sát hòn đảo. Thành phố ban đầu được đặt tên bởi các nhà truyền giáo người Anh đầu tiên bằng cách sử dụng tên Yámana bản xứ. Phần lớn lịch sử ban đầu của thành phố và vùng nội địa của nó được mô tả trong cuốn sách của Lucas Bridges, một phần của Trái Đất (1948). Cái tên Ushuaia xuất hiện lần đầu trong các bức thư và báo cáo của Hội Truyền giáo Nam Mỹ ở Anh. Nhà truyền giáo người Anh Waite Hockin Stirling đã trở thành người Châu Âu đầu tiên sống ở Ushuaia khi ông sống cùng với người Yámana từ ngày 18 tháng 1 đến giữa tháng 9 năm 1869. Vào năm 1870, nhiều nhà giáo sĩ Anh đã thành lập một khu định cư nhỏ.
Trong năm 1872, 36 lễ rửa tội và bảy cuộc hôn nhân cùng với ca sinh người gốc châu Âu đầu tiên (Thomas Despard Bridges) ở đảo Đất Lửa đã được ghi nhận. Ngôi nhà đầu tiên được xây dựng ở Ushuaia là một ngôi nhà ba phòng được xây sẵn được chuẩn bị ở Quần đảo Falkland vào năm 1870 cho Reverend Thomas Bridges. Một phòng dành cho gia đình Bridges, phòng thứ hai dành cho cặp vợ chồng người Yámana, trong khi phòng thứ ba dùng làm nhà nguyện.
Thomas Bridges thành thạo ngôn ngữ Yaghan và thậm chí có thể giao tiếp bằng ngôn ngữ Ona ở một trình độ thấp hơn. Công việc truyền giáo của ông chủ yếu hướng vào bộ lạc Yaghan. Từ Yamana chỉ đơn giản có nghĩa là "người" trong ngôn ngữ Yaghan. Ông đã viết một từ điển ngôn ngữ Yaghan, bản thảo gốc trong đó được lưu trữ trong Bảo tàng Anh ở Luân Đôn. Vì người Yaghan không có khả năng viết chữ và cũng không có phương tiện để viết, Thomas Bridges phải xây dựng một bảng chữ cái phù hợp với ngữ âm của ngôn ngữ này. Bản thảo gốc đã bị mất ba lần nhưng đã được phục hồi và gần như được xuất bản dưới một cái tên không chính xác. Nhiều hơn một bảng chữ cái đã được sử dụng trong những năm qua trong quá trình hoàn thiện từ điển này. Nhiều bản thảo được viết trong gần nửa thế kỷ trước khi nó được chính thức xuất bản. Natalie Goodall đã có công trong việc tái bản cuốn từ điển vào năm 1987 và cung cấp những hiểu biết có giá trị về lịch sử công việc của Thomas Bridges. Các bản sao của từ điển cung cấp tài liệu về các chữ cái và cách phát âm được sử dụng ở nhiều khía cạnh khác với bảng chữ cái được sử dụng trong ngôn ngữ tiếng Anh.
Trong năm 1873, Juan và Clara Lawrence là những công dân Argentina đầu tiên đặt chân đến Ushuaia để giảng dạy trong trường học. Cùng năm đó, Julio Argentino Roca, người sau này từng là Tổng thống Argentina hai nhiệm kỳ, thúc đẩy việc thành lập một nhà tù hình sự cho những phạm nhân tái phạm, được mô hình hóa theo các nhà tù ở Tasmania, Úc, nhằm biến nơi đây thành một khu định cư lâu dài của Argentina cũng như giúp thiết lập chủ quyền của Argentina trên toàn bộ đảo Đất Lửa. Nhưng chỉ sau khi hiệp ước biên giới năm 1881 giữa Chile và Argentina được ký kết, mới có những nỗ lực chính thức được tiến hành để thiết lập thị trấn và nhà tù xung quanh đó.

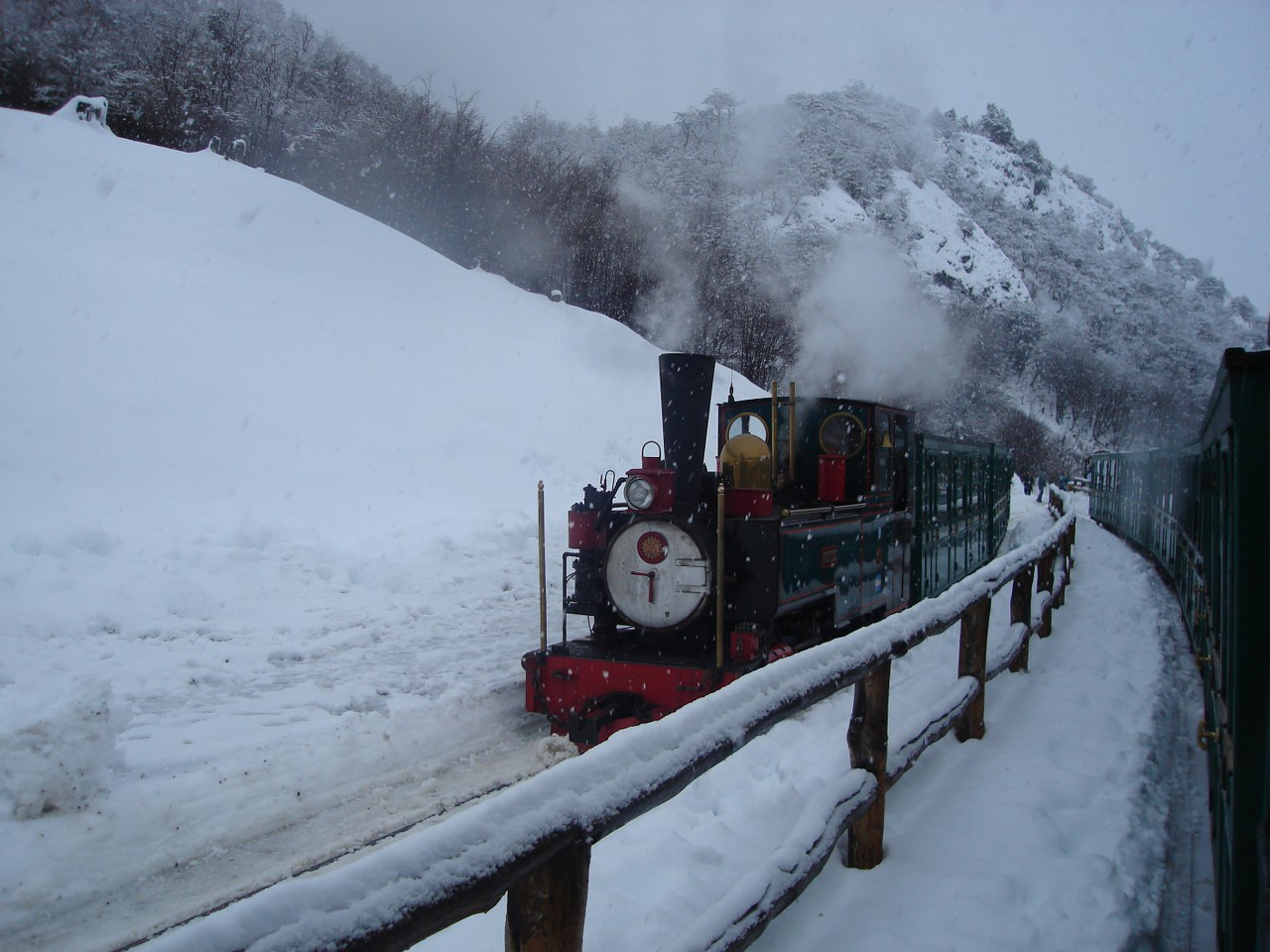
Chuyến tàu hơi nước Tren del Fin del Mundo kết nối Ushuaia và vườn quốc gia Tierra del Fuego.

Trong những năm 1880, nhiều nhà thám hiểm vàng đã đến Ushuaia sau những tin đồn về những mỏ vàng lớn, điều này được chứng minh là sai. Vào ngày 12 tháng 10 năm 1884, như một phần của Cuộc thám hiểm Nam Đại Tây Dương, Commodore Augusto Lasserre đã thành lập phân đội Ushuaia, với các nhà truyền giáo và sĩ quan hải quân ký kết Đạo luật Nghi lễ. Don Feliz M Paz được bổ nhiệm làm Thống đốc của Đất Lửa và vào năm 1885, đặt tên Ushuaia là thủ phủ của đảo. Năm 1885, cảnh sát lãnh thổ được tổ chức dưới quyền của Antonio A. Romero với trụ sở chính cũng ở Ushuaia. Nhưng mãi đến năm 1904, Chính phủ Liên bang Argentina mới công nhận Ushuaia là thủ phủ của đảo Đất Lửa.
Ushuaia đã từng xảy ra một số nạn dịch bệnh nguy hiểm, bao gồm bệnh sốt phát ban, ho gà và sởi, làm suy giảm đáng kể số lượng các bộ lạc bản địa. Nhưng vì người Yámana không được bao gồm trong dữ liệu điều tra dân số, con số chính xác bị mất không được biết đến. Cuộc điều tra dân số đầu tiên được tổ chức vào năm 1893, ghi nhận 113 đàn ông và 36 phụ nữ sống ở Ushuaia. Nhà tù được chính thức công bố theo lệnh của Tổng thống Roca vào năm 1896. Đến năm 1911, do ảnh hưởng của dịch bệnh, người Yámana đã biến mất hoàn toàn. Dân số tăng lên 1.558 người theo điều tra dân số năm 1914.
Có vị trí xa xôi, hiểm trở cộng thêm khí hậu khắc nghiệt với gió bão, sương mù, mưa đá, tuyết rơi thường xuyên nên vào đầu thế kỷ XX, Ushuaia được chính quyền thường xuyên chọn làm nơi lưu đày tội phạm. Đây là trụ sở của những nhà tù tàn bạo nhất Argentina. Năm 1896 nhà tù đón các tù nhân đầu tiên, chủ yếu là những người tái phạm và tù nhân nguy hiểm được chuyển từ thủ đô Buenos Aires, nhưng cũng có một số tù nhân chính trị. Một nhà tù quân sự riêng biệt được khai trương vào năm 1903 tại Puerto Golondrina gần đó. Hai nhà tù sáp nhập vào năm 1910, và khu phức hợp kết hợp đó vẫn còn vào ngày hôm nay. Như vậy, trong nửa đầu thế kỷ 20, thành phố nằm xung quanh nhà tù do chính phủ Argentina xây dựng để tăng dân số Argentina và để đảm bảo chủ quyền của Argentina đối với đảo Đất Lửa. Nhà tù dành cho những kẻ tái phạm và tội phạm nghiêm trọng, theo gương người Anh ở Tasmania và người Pháp ở Guyane. Việc trốn thoát khỏi đảo Đất Lửa rất khó, mặc dù có hai tù nhân đã trốn thoát được vào khu vực xung quanh trong vài tuần. Do đó, những người trong tù đã trở thành những người bị ép phải lao động cưỡng bức và dành phần lớn thời gian của họ để xây dựng thị trấn bằng gỗ lấy từ khu rừng xung quanh nhà tù. Họ cũng xây dựng một tuyến đường sắt đến khu định cư mà bây giờ trở thành một điểm thu hút khách du lịch được biết đến với tên gọi Chuyến tàu đến nơi tận cùng thế giới (Tren del Fin del Mundo), được biết đến như tuyến đường sắt cực nam của thế giới.

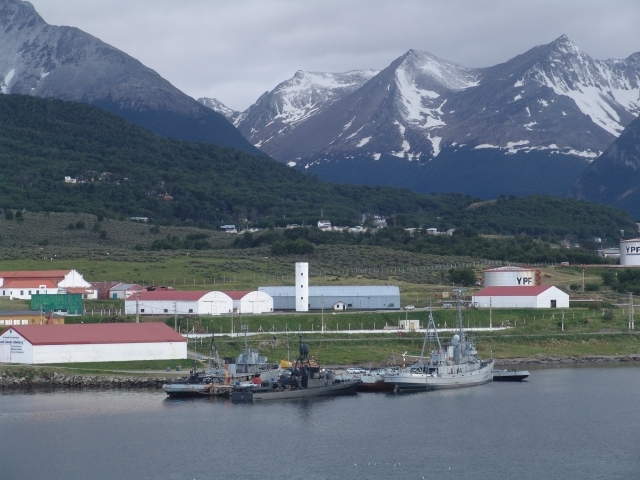
Tàu hải quân Argentina ở Ushuaia.

Nhà tù hoạt động cho đến năm 1947, khi Tổng thống Juan Perón đóng cửa theo lệnh hành pháp để đáp ứng với nhiều báo cáo về hành vi lạm dụng phạm nhân và điều kiện sống không an toàn. Hầu hết các lính canh tù ở lại Ushuaia, trong khi các tù nhân được chuyển đến các nhà tù khác xa hơn về phía bắc. Sau khi nhà tù đóng cửa, nơi đây trở thành một phần của Căn cứ Hải quân Ushuaia, hoạt động như một cơ sở lưu trữ và văn phòng cho đến đầu những năm 1990. Sau đó, nó được chuyển đổi thành Bảo tàng Hải dương học Ushuaia như hiện tại.
Căn cứ hải quân tại Ushuaia đã hoạt động trong Chiến tranh Falkland năm 1982. Tàu tuần dương Argentina, ARA General Belgrano, sau đó bị Hạm đội Anh đánh chìm, trước đó đã khởi hành từ cảng Ushuaia, nơi một đài tưởng niệm được dựng lên vào tháng 2 năm 1996.

## Địa lí

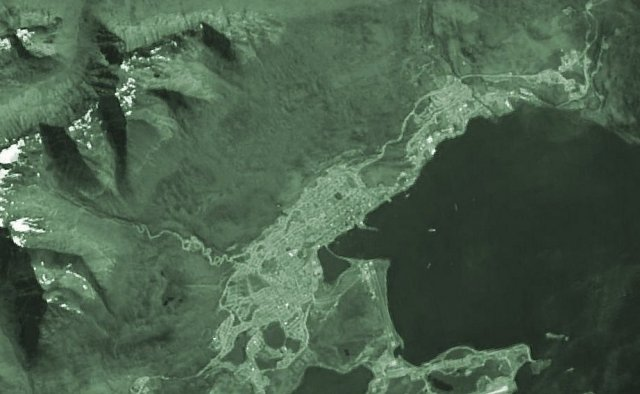
Ushuaia và vịnh của nó nhìn từ vệ tinh

Ushuaia nằm bên vịnh Ushuaia ở độ cao 6 mét so với mực nước biển, được bao quanh về phía Tây, Bắc và Đông bởi phần cuối của dãy núi Andes. Đây là thành phố duy nhất có thể tiếp cận từ phần còn lại của đất nước bằng cách băng qua một phần của dãy núi Andes chạy dọc theo rìa phía nam của đảo Đất Lửa. Quốc lộ 3 đi ngang Sierra Alvear qua đèo Garibaldi để vào thung lũng Carabajal, nơi con đường đi theo sông Olivia qua Sierra Sorondo đến eo biển Beagle và vịnh Ushuaia. Vì lý do này, ở Argentina, Ushuaia được coi là thành phố xuyên dãy Andes duy nhất.
Với vị trí cách thủ đô Buenos Aires hơn 3.000 km về phía bắc và chỉ cách bán đảo Nam Cực 1.100 km về phía nam, Ushuaia từ lâu đã được mô tả là thành phố cực nam của thế giới. Trong khi có những khu định cư xa hơn về phía nam, thì khu định cư duy nhất có quy mô đáng kể là Puerto Williams, một thị trấn của Chile với khoảng 2.000 cư dân. Là một trung tâm dân cư, thương mại và văn hóa, đồng thời là một khu định cư có quy mô và tầm quan trọng đáng kể hơn hẳn, Ushuaia rõ ràng đủ điều kiện là một thành phố hơn Puerto Williams. Một bài báo năm 1998 trên tờ báo Clarín đưa tin rằng danh hiệu "thành phố cực nam của thế giới" đã được chuyển giao cho Puerto Williams bởi một ủy ban chung của Argentina và Chile, nhưng điều này đã bị chính quyền Argentina từ chối, và Ban thư ký Du lịch Argentina tiếp tục sử dụng khẩu hiệu này trong các tài liệu và trang web chính thức để mô tả thành phố.

### Khí hậu

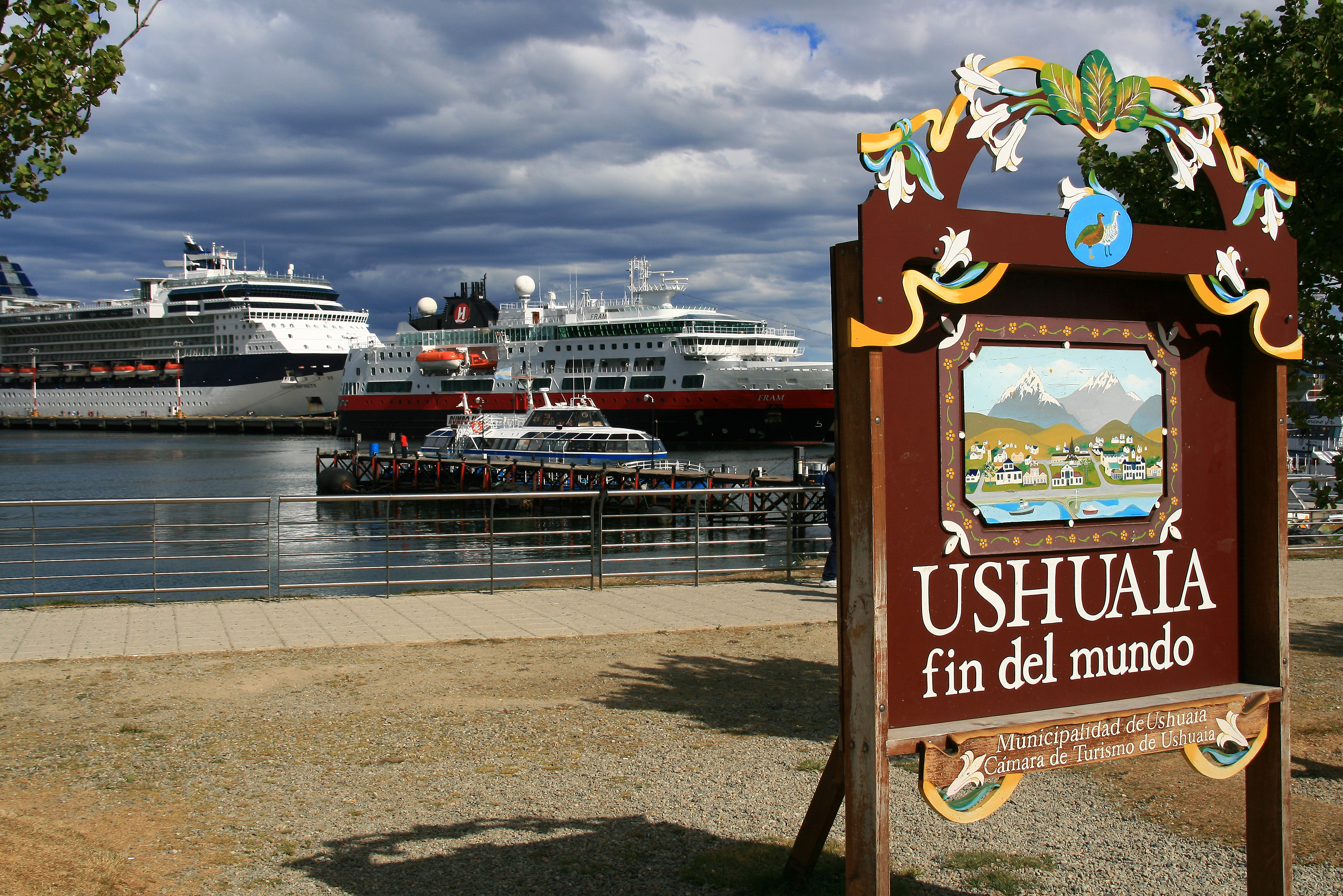
Tấm bảng đề dòng chữ Ushuaia – Fin del munto, có nghĩa là Ushuaia - nơi tận cùng của thế giới, luôn thu hút các du khách chụp ảnh kỷ niệm.

Ushuaia có khí hậu lãnh nguyên ôn hòa nhờ tác động điều hòa đáng kể của đại dương (Köppen: ET); giáp ranh với khí hậu hải dương cận cực (Köppen: Cfc), với điều kiện thời tiết mát mẻ và se lạnh quanh năm (nhiệt độ trung bình duy trì trên 0 °C và dưới 10 °C quanh năm). Do đó, thảm thực vật xung quanh thành phố không giống với vùng lãnh nguyên điển hình mà thay vào đó là rừng rậm. Nhiệt độ tại sân bay quốc tế Ushuaia – Malvinas Argentinas trung bình là 1,3 °C (34,3 °F) trong tháng mát nhất (tháng 7) và 9,7 °C (49,5 °F) trong tháng ấm nhất (tháng 1). Mức thấp kỷ lục là −21,0 °C (−5,8 °F) vào tháng 7 và mức cao kỷ lục là 29,5 °C (85,1 °F) vào tháng 1. Trung bình, thành phố trải qua 146 ngày mưa một năm, với nhiều ngày có nhiều mây và sương mù, trung bình 206 ngày nhiều mây một năm. Điều này dẫn đến việc Ushuaia nhận được trung bình 3,93 giờ nắng mỗi ngày (tổng cộng 1.434 giờ hàng năm) hay khoảng 30,2% lượng nắng có thể xuất hiện. Mặc dù chỉ nhận được lượng mưa trung bình hàng năm là 529,7 milimét (21 in), Ushuaia rất ẩm ướt với độ ẩm trung bình là 77%.
Mùa hè có xu hướng nhiều mây và lộng gió, với nhiệt độ tối đa trung bình khoảng 14 °C (57 °F) vào ban ngày và khoảng 5 °C (41 °F) vào ban đêm. Nhiệt độ từ 20 °C (68 °F) trở lên chỉ xảy ra trong một số ít ngày và sương giá ban đêm luôn có thể xảy ra, cũng như những ngày dưới 10,0 °C (50 °F). Nhiệt độ giảm dần trong mùa thu, với nhiệt độ tối đa khoảng 4,5 °C (40 °F) và nhiệt độ tối thiểu là −1,4 °C (29 °F) vào mùa đông, với tuyết, mưa đá và mưa rào thường xuyên. Một số mùa đông có thể mang theo thời gian băng giá và tuyết kéo dài với lớp tuyết phủ vĩnh viễn, trong khi những mùa đông khác có thể chỉ mang đến bão tuyết sau đó là tan băng. Sau đó, nhiệt độ phục hồi rất chậm trong suốt mùa xuân, nhưng mưa tuyết và băng giá thường xảy ra cho đến đầu mùa hè vào tháng 12, và chúng có thể xảy ra ngay cả vào giữa mùa hè.
Gió tây nam làm cho các đảo bên ngoài ẩm ướt hơn, đạt lượng mưa tới 1.400 mm (55 in) tại Isla de los Estados (Đảo Staten). Vì nhiệt độ mát mẻ quanh năm nên Ushuaia ít có sự bốc hơi. Tuyết rơi phổ biến vào mùa đông và thường xuyên xảy ra quanh năm. Ushuaia thỉnh thoảng có tuyết rơi vào mùa hè (từ tháng 11 đến tháng 3). Do có vĩ độ cao ở nam bán cầu, khí hậu của thành phố chịu ảnh hưởng của Nam Cực và thời lượng ánh sáng ban ngày dao động đáng kể, từ hơn 17 giờ vào mùa hè đến chỉ hơn 7 giờ vào mùa đông.
| Dữ liệu khí hậu của Sân bay quốc tế Ushuaia – Malvinas Argentinas (1981–2010, nhiệt độ cực hạn từ 1901–nay)                                                          | Dữ liệu khí hậu của Sân bay quốc tế Ushuaia – Malvinas Argentinas (1981–2010, nhiệt độ cực hạn từ 1901–nay) | Dữ liệu khí hậu của Sân bay quốc tế Ushuaia – Malvinas Argentinas (1981–2010, nhiệt độ cực hạn từ 1901–nay) | Dữ liệu khí hậu của Sân bay quốc tế Ushuaia – Malvinas Argentinas (1981–2010, nhiệt độ cực hạn từ 1901–nay) | Dữ liệu khí hậu của Sân bay quốc tế Ushuaia – Malvinas Argentinas (1981–2010, nhiệt độ cực hạn từ 1901–nay) | Dữ liệu khí hậu của Sân bay quốc tế Ushuaia – Malvinas Argentinas (1981–2010, nhiệt độ cực hạn từ 1901–nay) | Dữ liệu khí hậu của Sân bay quốc tế Ushuaia – Malvinas Argentinas (1981–2010, nhiệt độ cực hạn từ 1901–nay) | Dữ liệu khí hậu của Sân bay quốc tế Ushuaia – Malvinas Argentinas (1981–2010, nhiệt độ cực hạn từ 1901–nay) | Dữ liệu khí hậu của Sân bay quốc tế Ushuaia – Malvinas Argentinas (1981–2010, nhiệt độ cực hạn từ 1901–nay) | Dữ liệu khí hậu của Sân bay quốc tế Ushuaia – Malvinas Argentinas (1981–2010, nhiệt độ cực hạn từ 1901–nay) | Dữ liệu khí hậu của Sân bay quốc tế Ushuaia – Malvinas Argentinas (1981–2010, nhiệt độ cực hạn từ 1901–nay) | Dữ liệu khí hậu của Sân bay quốc tế Ushuaia – Malvinas Argentinas (1981–2010, nhiệt độ cực hạn từ 1901–nay) | Dữ liệu khí hậu của Sân bay quốc tế Ushuaia – Malvinas Argentinas (1981–2010, nhiệt độ cực hạn từ 1901–nay) | Dữ liệu khí hậu của Sân bay quốc tế Ushuaia – Malvinas Argentinas (1981–2010, nhiệt độ cực hạn từ 1901–nay) |
| Tháng | 1 | 2 | 3 | 4 | 5 | 6 | 7 | 8 | 9 | 10 | 11 | 12 | Năm |
| --- | --- | --- | --- | --- | --- | --- | --- | --- | --- | --- | --- | --- | --- |
| Cao kỉ lục °C (°F) | 29.5 (85.1)                                                                                                 | 28.9 (84.0)                                                                                                 | 25.6 (78.1)                                                                                                 | 22.2 (72.0)                                                                                                 | 20.3 (68.5)                                                                                                 | 19.0 (66.2)                                                                                                 | 17.5 (63.5)                                                                                                 | 18.0 (64.4)                                                                                                 | 22.3 (72.1)                                                                                                 | 21.2 (70.2)                                                                                                 | 26.3 (79.3)                                                                                                 | 29.0 (84.2)                                                                                                 | 29.5 (85.1)                                                                                                 |
| Trung bình ngày tối đa °C (°F) | 14.5 (58.1)                                                                                                 | 14.1 (57.4)                                                                                                 | 12.1 (53.8)                                                                                                 | 9.8 (49.6)                                                                                                  | 6.9 (44.4)                                                                                                  | 4.2 (39.6)                                                                                                  | 4.6 (40.3)                                                                                                  | 6.1 (43.0)                                                                                                  | 8.1 (46.6)                                                                                                  | 10.5 (50.9)                                                                                                 | 12.2 (54.0)                                                                                                 | 13.3 (55.9)                                                                                                 | 9.7 (49.5)                                                                                                  |
| Trung bình ngày °C (°F) | 9.7 (49.5)                                                                                                  | 9.5 (49.1)                                                                                                  | 8.0 (46.4)                                                                                                  | 6.0 (42.8)                                                                                                  | 3.8 (38.8)                                                                                                  | 1.7 (35.1)                                                                                                  | 2.4 (36.3)                                                                                                  | 2.9 (37.2)                                                                                                  | 4.2 (39.6)                                                                                                  | 6.3 (43.3)                                                                                                  | 7.7 (45.9)                                                                                                  | 8.8 (47.8)                                                                                                  | 5.9 (42.6)                                                                                                  |
| Tối thiểu trung bình ngày °C (°F) | 5.6 (42.1)                                                                                                  | 5.6 (42.1)                                                                                                  | 4.3 (39.7)                                                                                                  | 2.9 (37.2)                                                                                                  | 1.1 (34.0)                                                                                                  | −1.2 (29.8)                                                                                                 | −1.1 (30.0)                                                                                                 | −0.3 (31.5)                                                                                                 | 0.6 (33.1)                                                                                                  | 2.3 (36.1)                                                                                                  | 3.6 (38.5)                                                                                                  | 4.6 (40.3)                                                                                                  | 2.3 (36.1)                                                                                                  |
| Thấp kỉ lục °C (°F) | −2.0 (28.4)                                                                                                 | −4.0 (24.8)                                                                                                 | −4.3 (24.3)                                                                                                 | −7.3 (18.9)                                                                                                 | −20.2 (−4.4)                                                                                                | −18.2 (−0.8)                                                                                                | −21.0 (−5.8)                                                                                                | −19.6 (−3.3)                                                                                                | −10.6 (12.9)                                                                                                | −6.1 (21.0)                                                                                                 | −6.0 (21.2)                                                                                                 | −3.7 (25.3)                                                                                                 | −21.0 (−5.8)                                                                                                |
| Lượng Giáng thủy trung bình mm (inches) | 49.5 (1.95)                                                                                                 | 42.1 (1.66)                                                                                                 | 46.8 (1.84)                                                                                                 | 55.9 (2.20)                                                                                                 | 47.6 (1.87)                                                                                                 | 56.4 (2.22)                                                                                                 | 40.1 (1.58)                                                                                                 | 36.0 (1.42)                                                                                                 | 34.5 (1.36)                                                                                                 | 36.1 (1.42)                                                                                                 | 41.3 (1.63)                                                                                                 | 50.7 (2.00)                                                                                                 | 537.0 (21.14)                                                                                               |
| Số ngày giáng thủy trung bình (≥ 0.1 mm) | 17.1 | 14.2 | 14.9 | 15.8 | 14.0 | 14.2 | 15.3 | 14.4 | 13.3 | 14.4 | 16.0 | 16.8 | 180.4 |
| Số ngày tuyết rơi trung bình | 0.3 | 0.1 | 2 | 2 | 5 | 8 | 7 | 9 | 7 | 5 | 3 | 1 | 49.4 |
| Độ ẩm tương đối trung bình (%) | 75 | 76 | 78 | 80 | 81 | 82 | 82 | 80 | 76 | 73 | 72 | 74 | 77 |
| Số giờ nắng trung bình tháng | 167.4 | 146.9 | 133.3 | 102.0 | 68.2 | 42.0 | 55.8 | 83.7 | 123.0 | 164.3 | 180.0 | 167.4 | 1.434 |
| Phần trăm nắng có thể | 32.0 | 34.5 | 33.5 | 31.5 | 25.7 | 18.5 | 22.5 | 27.5 | 34.0 | 37.5 | 37.0 | 28.5 | 30.2 |
| Nguồn 1: NOAA (humidity 1961–1990), World Meteorological Organization (average high and low, and precipitation), Secretaria de Mineria (extremes and sun, 1901–1990) | | | | | | | | | | | | | |
| Nguồn 2: Servicio Meteorológico Nacional (extremes), UNLP (snowfall data), Tokyo Climate Center (mean temperatures 1981–2010)                                        | | | | | | | | | | | | | |

## Kinh tế

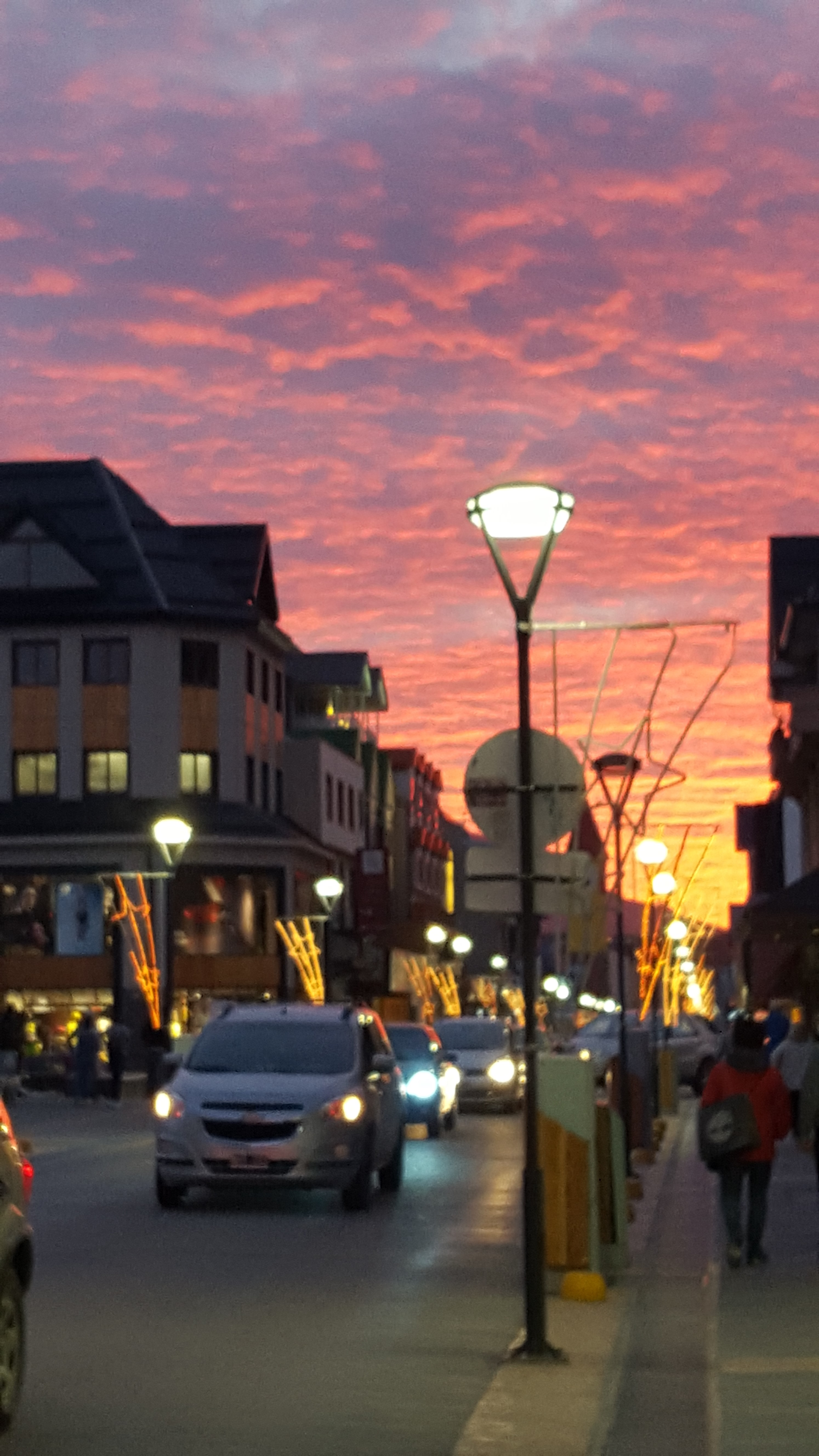
Trung tâm Ushuaia vào buổi tối.

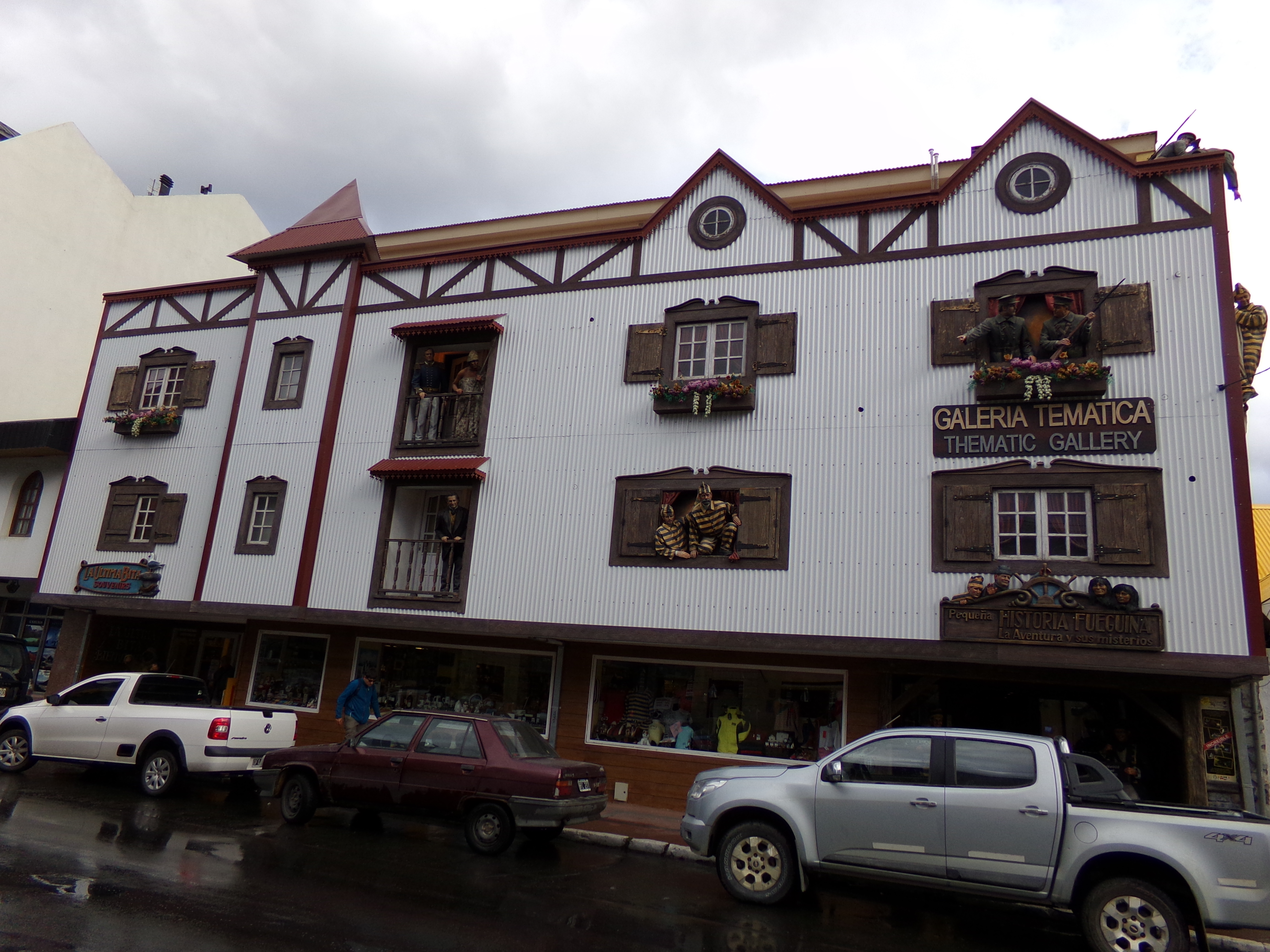
Phòng trưng bày chuyên đề Ushuaia.

Nền kinh tế của Ushuaia chủ yếu là đánh cá, khai thác khí tự nhiên và dầu, chăn nuôi cừu và du lịch sinh thái. Trong một thời gian dài, kinh tế trọng điểm của Ushuaia là các ngành chăn cừu, đánh cá và săn bắt thú hoang. Phải đến những năm đầu thế kỷ XXI, Ushuaia mới trở thành thành phố du lịch. Nguồn gốc của bước chuyển mình này lại là cuộc khủng hoảng kinh tế năm 2002. Chính quyền Ushuaia khi đó đã tuyên bố dỡ bỏ mọi loại thuế tiêu dùng nhằm thu hút thêm nhiều người từ phía bắc Argentina đến đây lập nghiệp. Nhờ đó mà thành phố đã phát triển mạnh mẽ nhờ đón một lượng lớn khách du lịch đổ về hàng năm.

### Du lịch

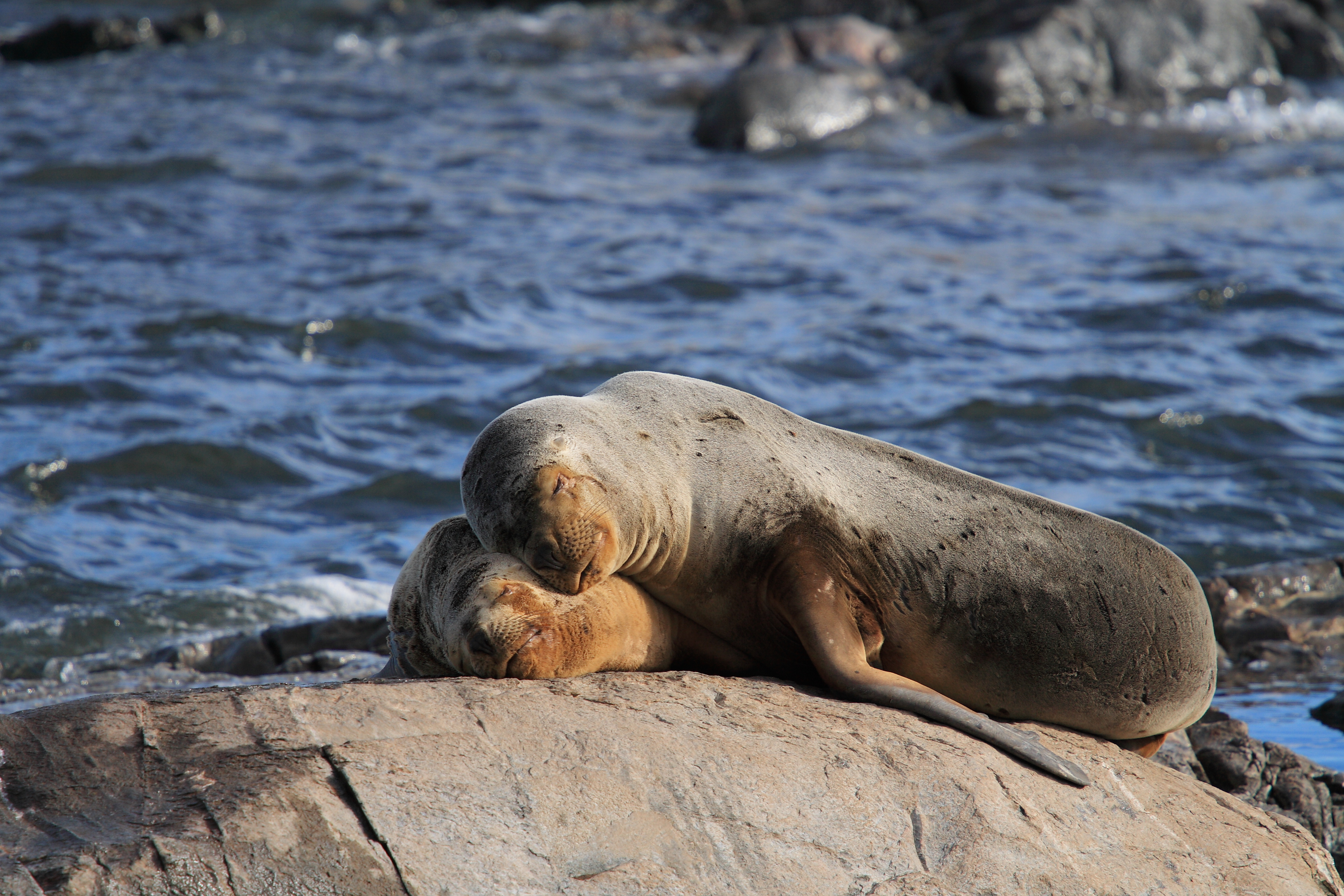
Hai mẹ con sư tử biển ở Ushuaia.

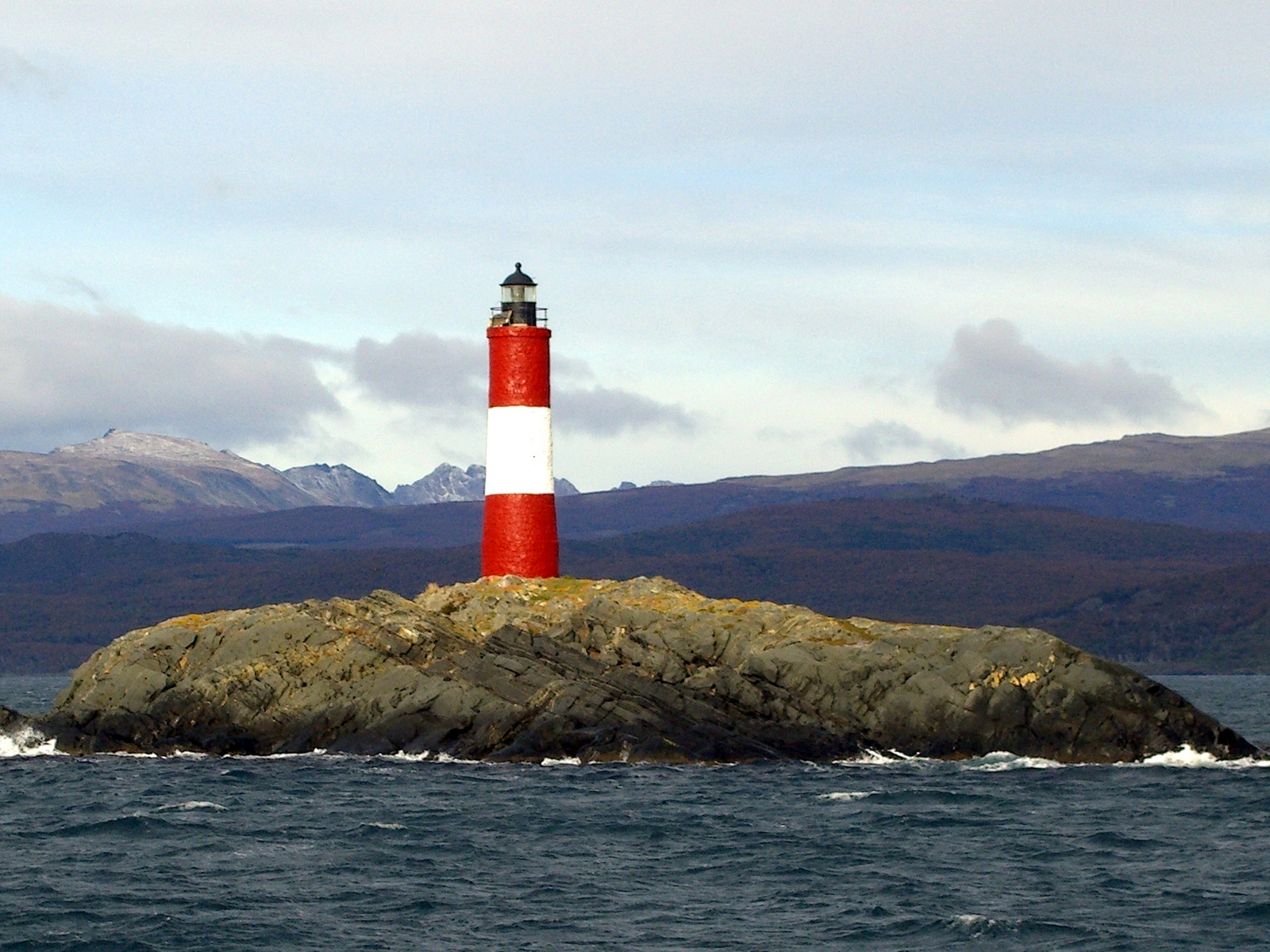
Ngọn hải đăng Les Eclaireurs ở Ushuaia

Các điểm thu hút khách du lịch bao gồm vườn quốc gia Tierra del Fuego và vịnh Lapataia. Có thể đến vườn quốc gia bằng đường cao tốc hoặc qua chuyến xe lửa đến nơi tận cùng thế giới (Tren del Fin del Mundo) từ Ushuaia. Chuyến tàu chạy bằng hơi nước này dùng để đưa khách du lịch dọc theo thung lũng Pico, xuyên qua hẻm núi Toro với những khu rừng rậm rạp và tiến thẳng vào vườn quốc gia Tierra del Fuego. Hành khách còn có cơ hội ghé thăm nhà tù quân sự cũ, hiện là nhà ga chính của tuyến đường sắt, sau đó đi dọc theo tuyến đường ray mà năm xưa các tù nhân đã xây dựng nên.
Thành phố có một bảo tàng về khu định cư của người Yámana, người Anh và người Argentina, bao gồm cả những năm từng là trụ sở của các nhà tù. Các điểm tham quan động vật hoang dã bao gồm các loài chim địa phương, chim cánh cụt, hải cẩu, sư tử biển và cá voi sát thủ, nhiều loài trong số này sinh sống trên các đảo ven eo biển Beagle. Có các chuyến tham quan bằng xe buýt và thuyền hàng ngày đến Harberton, khu nhà của gia đình Bridges, Estancia Harberton. Là một trong những nơi hẻo lánh và được nhiều du khách ghé thăm nhất ở Tierra del Fuego, Estancia Harberton là khu trang trại lâu đời nhất trong khu vực, nằm cách về phía đông thành phố khoảng 60 km. Ngày nay, nhà cửa ở khu vực này vẫn được xây dựng giống những năm 1880 với tường nhà quét sơn trắng, mái che màu đỏ, nổi bật giữa nền trời xanh thẳm, những ngọn đồi xanh mướt và núi tuyết phủ trắng xóa trên đỉnh. Những ngôi nhà này gợi nhớ tới khung cảnh ở vùng đồng quê điển hình của nước Anh.
Các tour du lịch cũng ghé thăm ngọn hải đăng Les Eclaireurs. Les Eclaireurs đôi khi bị nhầm lẫn với "Ngọn hải đăng ở nơi tận cùng thế giới" (Faro del fin del mundo) nổi tiếng của Jules Verne trong tiểu thuyết cùng tên; nhưng cái sau nằm cách Ushuaia khoảng 200 dặm (320 km) về phía đông trên Isla de los Estados.
Ushuaia cũng là điểm xuất phát phổ biến cho các chuyến phà mỗi ngày đưa du khách đi khám phá Nam Cực trong những tour kéo dài ít nhất từ 5-7 ngày. Nhờ vai trò đặc biệt này, nhiều du khách đã chọn Ushuaia như một địa điểm dừng chân trước khi di chuyển đến Nam Cực.

### Sản xuất
Lĩnh vực công nghiệp của Ushuaia, dẫn đầu là nhà máy điện tử Grundig Renacer, là một trong những ngành lớn nhất ở vùng Patagonia.

## Thể thao
Như ở hầu hết Argentina, bóng đá là môn thể thao phổ biến ở Ushuaia, và vào năm 2010, chương trình truyền hình FIFA Futbol Mundial đã thực hiện một câu chuyện về sự phát triển của môn thể thao này ở thành phố. Vào năm 2015, Ushuaia đã tổ chức Giải vô địch bóng ném trên tuyết PATHF Panamerican đầu tiên.

### Khúc côn cầu
Môn thể thao phổ biến ở Ushuaia là khúc côn cầu trên băng và nhiệt độ thấp quanh năm khiến thành phố trở thành địa điểm hoàn hảo để luyện tập ngoài trời. Vào năm 2010, thành phố đã mở một sân trượt băng kích thước Olympic dành cho trượt băng tốc độ cự ly ngắn và khúc côn cầu trên băng ngoài trời (30 x 60 mét, 98 x 197 ft), sân trượt băng đầu tiên thuộc loại này ở Nam Mỹ. Sau đó, Argentina trở thành quốc gia Nam Mỹ đầu tiên được nâng cấp từ liên kết lên tư cách thành viên liên kết của Liên đoàn Khúc côn cầu trên băng Quốc tế (IIHF).
Kể từ năm 2005, Đô thị Ushuaia và Liên đoàn Khúc côn cầu trên băng Argentina (FAHH) tổ chức Giải vô địch khúc côn cầu thế giới (Copa del Fin del Mundo) hàng năm quy tụ các đội khúc côn cầu trên băng từ Ushuaia, Buenos Aires, Punta Arenas và Sao Paulo và bao gồm bảy cuộc thi khác nhau: một dành cho nam, một dành cho nữ, bốn hạng mục dành cho lứa tuổi thiếu niên và một giải đấu quốc tế.
Bên cạnh giải đấu địa phương và Copa del Fin del Mundo, vào năm 2016, thành phố đã tổ chức Giải vô địch khúc côn cầu trên băng đầu tiên trên phạm vi toàn Patagonia, với các đội từ Ushuaia, Río Grande và Punta Arenas. Sau giải đấu, người ta đã công bố một kế hoạch mới nhằm xây dựng mái che trên sân trượt băng. Ushuaia là trụ sở của hai đội khúc côn cầu: Club Andino de Ushuaia (CAU) và Los Ñires.

### Trượt tuyết

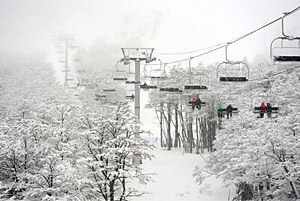
Khu nghỉ mát trượt tuyết Cerro Castor

Một số khu trượt tuyết nằm gần Ushuaia bao gồm Glacier El Martial (trên Dãy núi Martial) và Cerro Castor. Khai trương vào năm 1999, Cerro Castor là khu nghỉ mát trượt tuyết chính thức ở cực nam của thế giới. Trên Cerro Castor, du khách có thể trượt tuyết ở độ cao chỉ 200 mét (660 feet) so với mực nước biển. Đỉnh đạt độ cao 1.003 mét (3.291 feet) so với mực nước biển và nhiệt độ luôn mát mẻ cho phép mùa trượt tuyết ở đây kéo dài nhất ở Nam Mỹ. Nhiệt độ mùa đông dao động trong khoảng 0 đến −5 °C (32,0 đến 23,0 °F). Nơi này có mười cơ sở nâng cao và 28 đường trượt tuyết cho tất cả các cấp độ kỹ năng. Có quán ăn tự phục vụ, túp lều trên núi, trường dạy trượt tuyết, phòng sơ cứu và một rừng sồi. Trượt tuyết, trượt tuyết và đi bộ trên tuyết cũng có tại Cerro Castor, ngoài trượt tuyết trên núi cao. Cerro Castor nằm ở phía nam của Cerro Krund, 27 kilômét (17 dặm) về phía bắc Ushuaia. Mùa trượt tuyết thường là từ tháng 6 đến tháng 10. Vào năm 2012, Cerro Castor đã tổ chức Giải vô địch trượt tuyết thế giới tự do FIS, do Liên đoàn trượt tuyết quốc tế (FIS) tổ chức, và vào năm 2015, nơi đây đã tổ chức Đại hội trượt tuyết và Cúp thế giới, do Hiệp hội những người hướng dẫn trượt tuyết quốc tế tổ chức, đây là lần đầu tiên sự kiện được tổ chức ở Nam bán cầu.
Sông băng nổi tiếng ngay cả trong những tháng mùa hè, khi cáp treo hoạt động theo cả hai hướng. Những con đường mòn đi bộ dẫn từ rìa thành phố đến chân sông băng vốn đã rút lui đáng kể trong thế kỷ qua, như thể hiện trong các bức ảnh được trưng bày tại Bảo tàng Nam Cực ở Ushuaia.
Thung lũng Tierra Mayor và Khu trượt tuyết Bắc Âu Francisco Jerman, nằm cách Ushuaia lần lượt 20 km và 5 km, là những địa điểm trượt tuyết băng đồng nổi tiếng. Kể từ năm 1986, Thị trưởng Tierra tổ chức cuộc thi Marchablanca hàng năm, một cuộc đua trượt tuyết truyền thống dài 21 km do Câu lạc bộ Andino Ushuaia tổ chức, và Ushuaia Loppet, một cuộc thi trượt tuyết marathon cự ly đầy đủ là một trong 20 thành viên của Liên đoàn Trượt tuyết Worldloppet. Thông thường cuộc đua này bắt đầu Chuỗi Marathon của Liên đoàn vào tháng 8.
Vào tháng 10 năm 2014, Ủy ban Olympic Argentina (COA) tiết lộ kế hoạch sử dụng Thế vận hội Trẻ Mùa hè 2018, được tổ chức tại Buenos Aires, làm bệ phóng cho một cuộc đấu thầu trong tương lai gần. Ủy ban đã xác định khu vực Patagonia ở đông nam Argentina, bao gồm phần phía nam của dãy núi Andes, là địa điểm có thể tổ chức Thế vận hội mùa đông. Vào năm 2010, có ý kiến cho rằng Ushuaia sẽ là lựa chọn chính cho một cuộc đấu thầu. Trước Thế vận hội Thanh niên Mùa hè 2018, Chủ tịch Ủy ban Olympic Quốc tế Thomas Bach đã đến thăm Ushuaia và nói về khả năng tổ chức Thế vận hội Giới trẻ Mùa đông 2024 tại đó.

## Giao thông

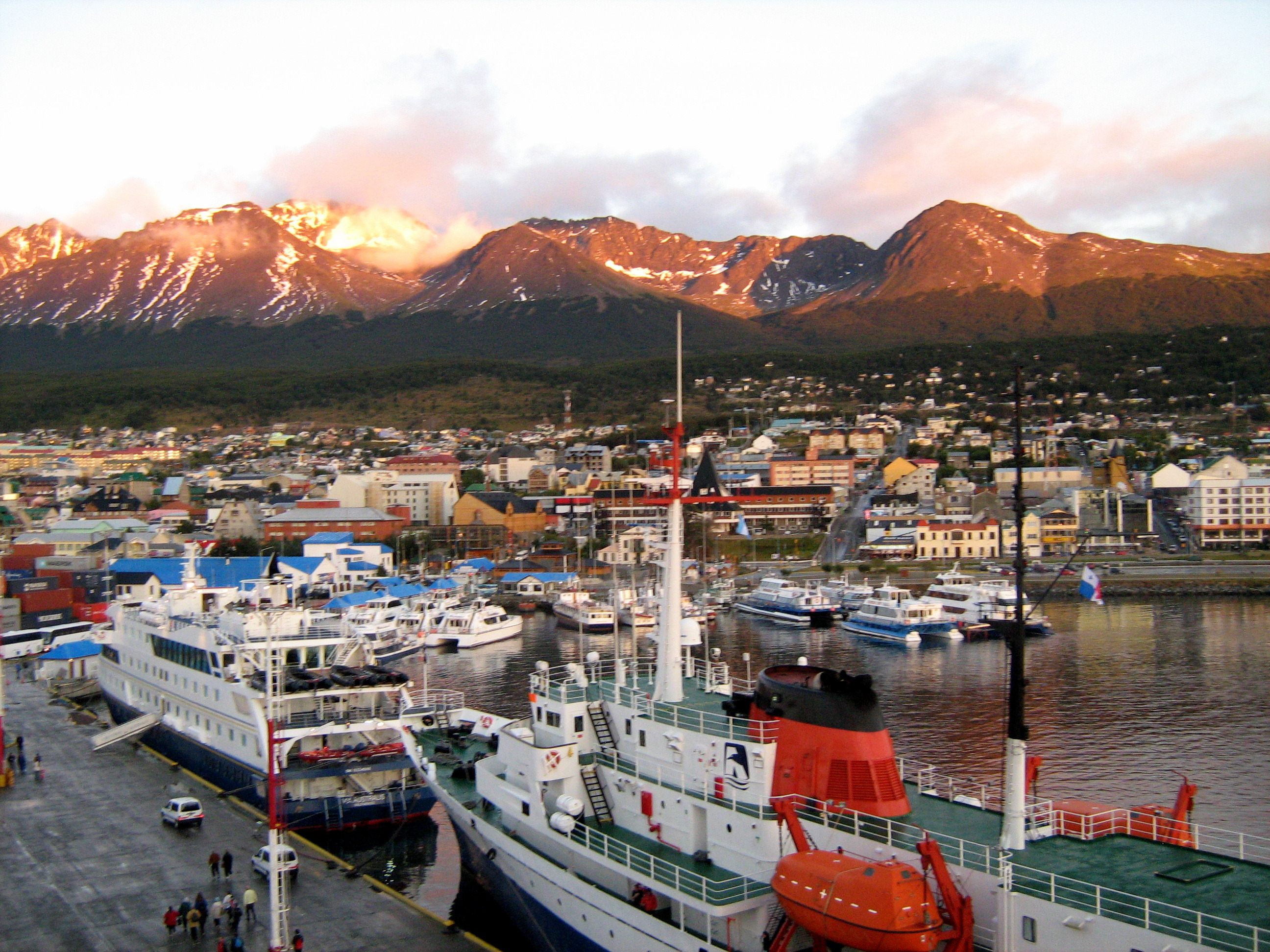
Quang cảnh bến cảng

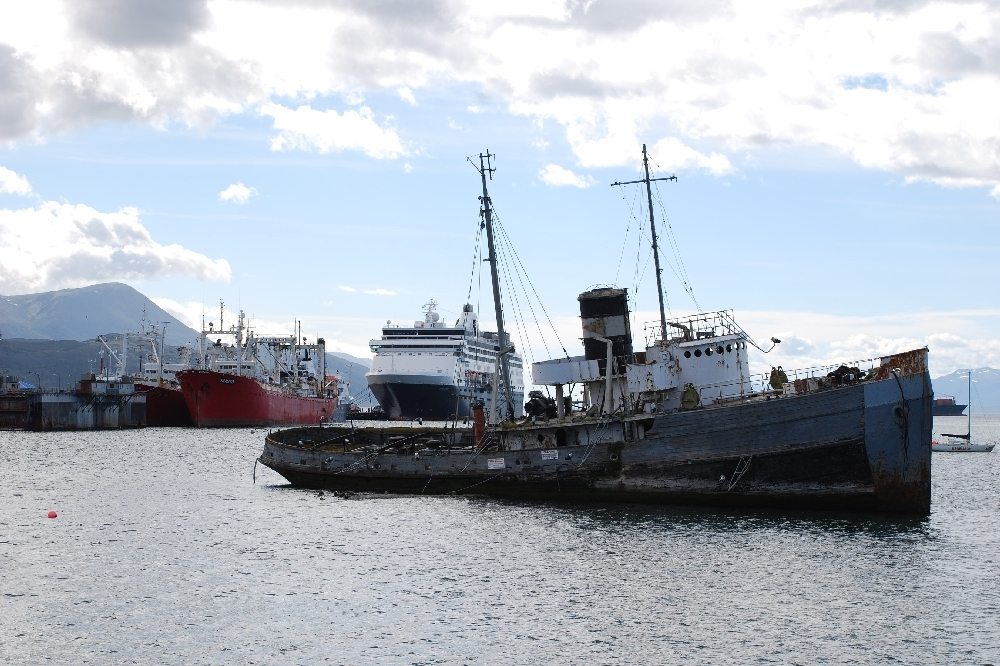
Cảng Ushuaia

### Đường hàng không
Ushuaia đón các chuyến bay thường xuyên tại Sân bay quốc tế Ushuaia – Malvinas Argentinas từ El Calafate, Buenos Aires và Santiago, Chile.

### Đường thủy
Ngoài việc là điểm đến nghỉ dưỡng cho khách du lịch trong nước và quốc tế, Ushuaia còn là điểm tiếp cận chính của Nam Đại Dương, bao gồm các đảo cận Nam Cực như Nam Georgia và Quần đảo Nam Sandwich và các đảo ở Nam Cực như Quần đảo Nam Orkney và quần đảo Nam Shetland. Bến tàu thương mại của nó là cảng khởi hành chính trên thế giới cho các chuyến thám hiểm du lịch và khoa học đến Bán đảo Nam Cực qua eo biển Drake. Các tàu du lịch đến thăm Quần đảo Falkland và Nam Cực cập bến tại cảng, cũng như Princess Cruises, Holland America Line, và Celebrity Cruises, quá cảnh giữa Valparaíso, Chile, đến Buenos Aires và xa hơn nữa. Albatros Expeditions, Antarpply Expeditions, Global Maritime, Hurtigruten, Lindblad Expeditions, Orient Lines, Quark Expeditions, Regent Seven Seas Cruises, và các hãng vận chuyển hàng hóa và hành khách khác cung cấp các dịch vụ theo lịch trình thường xuyên giữa Ushuaia với các cảng biển và khu định cư địa phương.

### Đường bộ
Điểm cuối phía nam của Đường cao tốc Liên Mỹ, cũng là điểm cuối phía nam của Quốc lộ Argentina 3, nằm trong vườn quốc gia Tierra del Fuego.

### Phương tiện công cộng
Hệ thống xe buýt ở Ushuaia với năm tuyến được đánh số từ A tới E, thời gian hoạt động từ sáng tới khuya.

## Hình ảnh

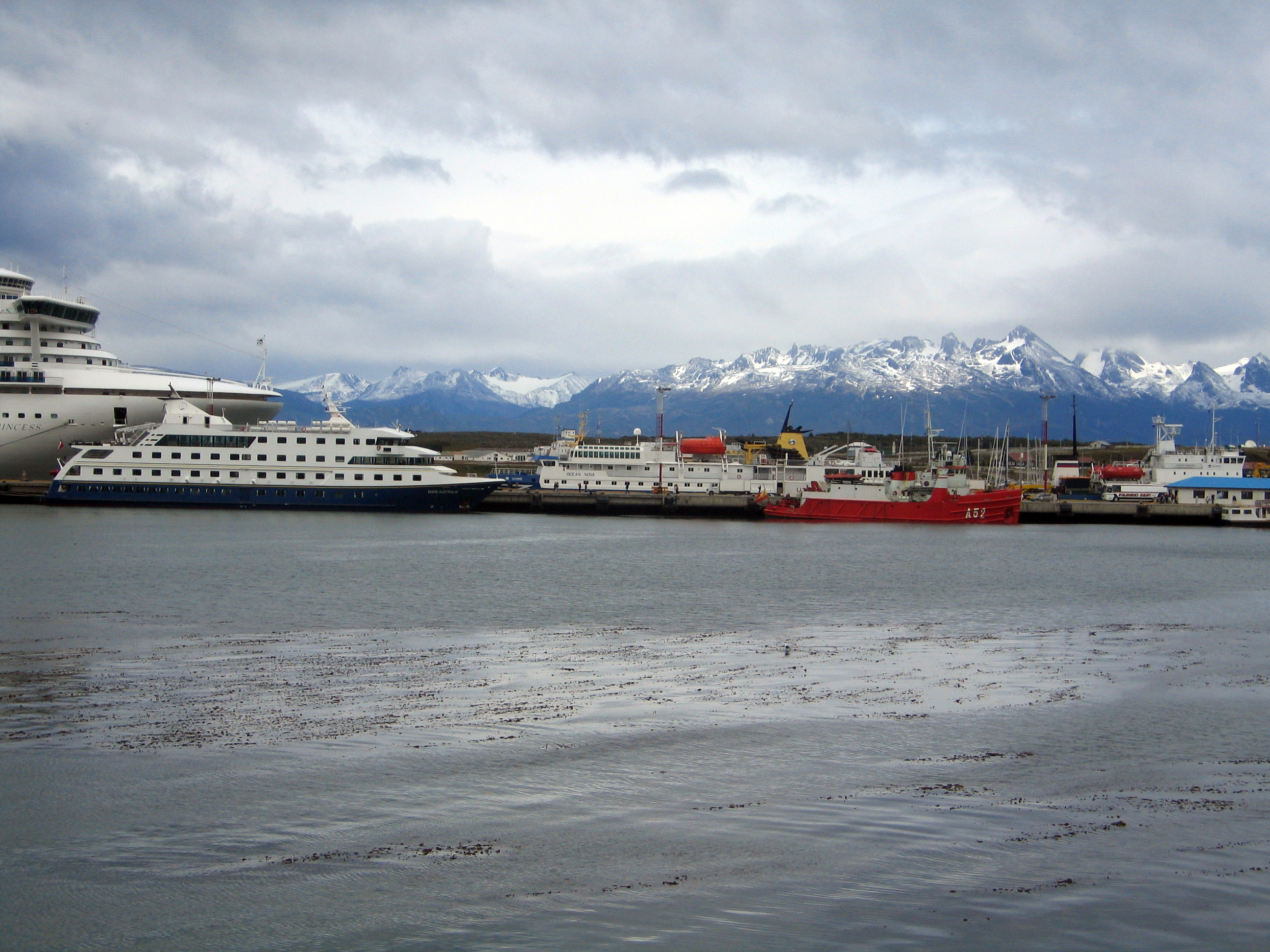
Cảng biển
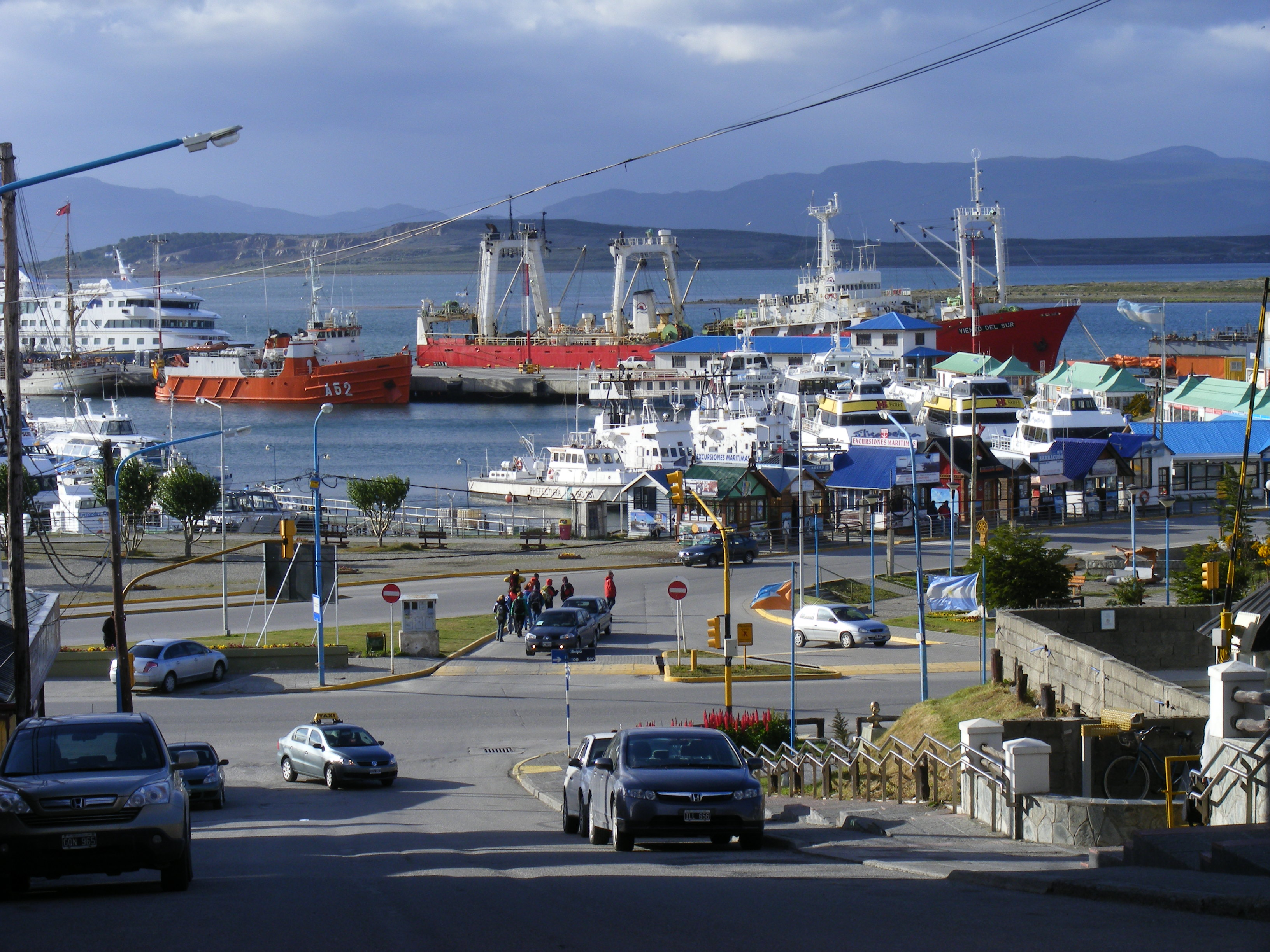
Bến cảng
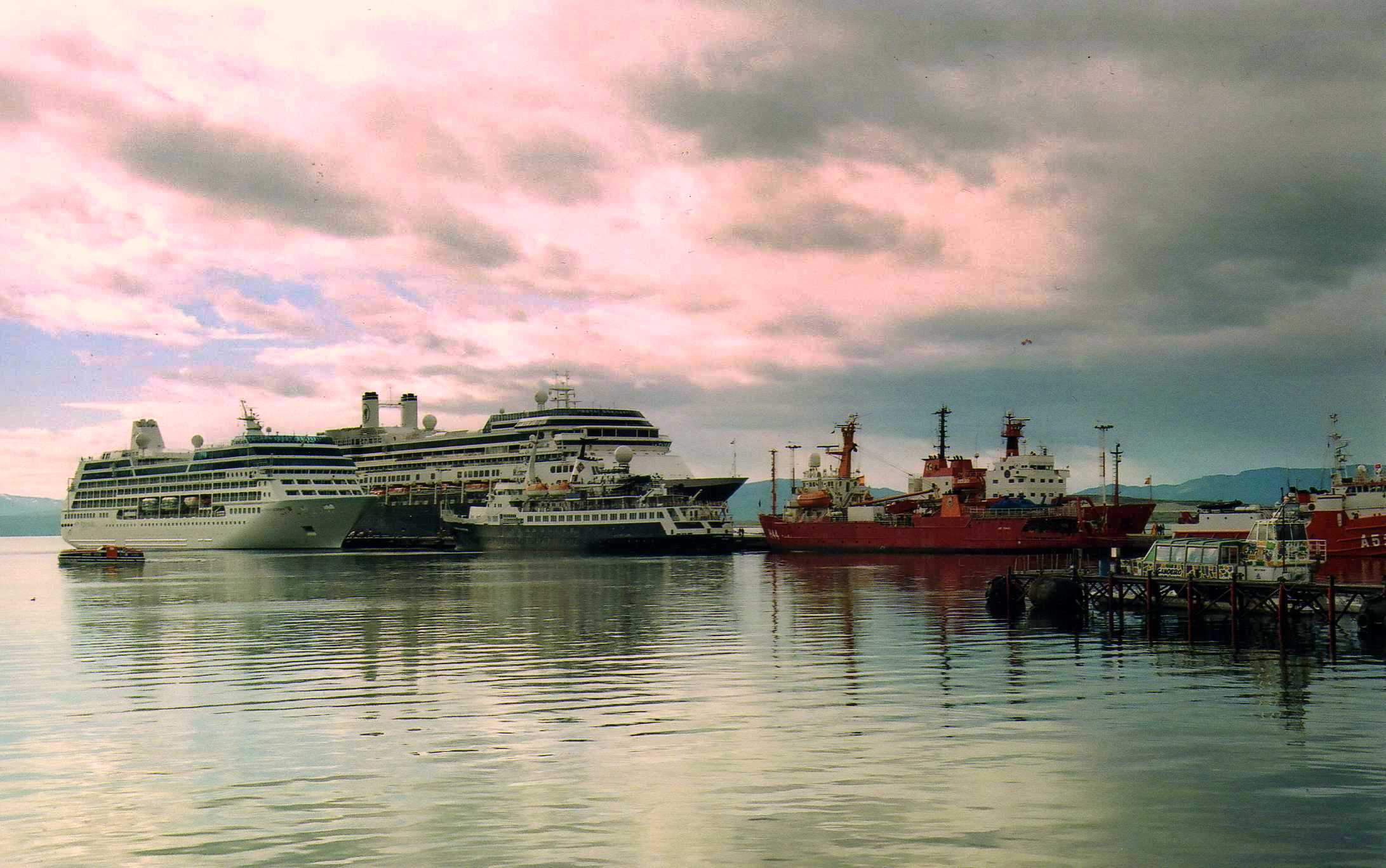
Cruise ships in Ushuaia
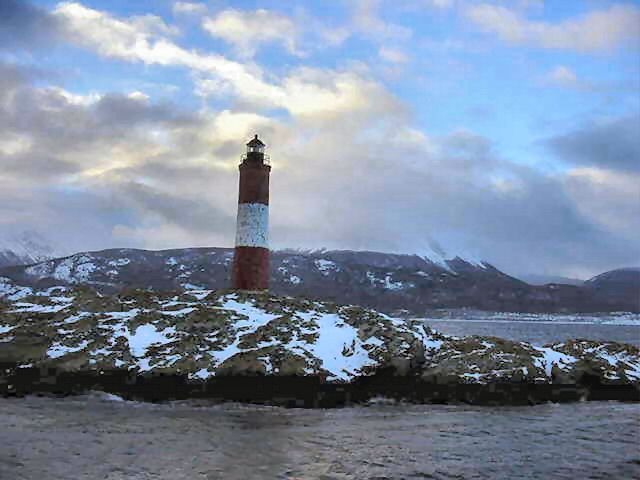
Ngọn hải đăng
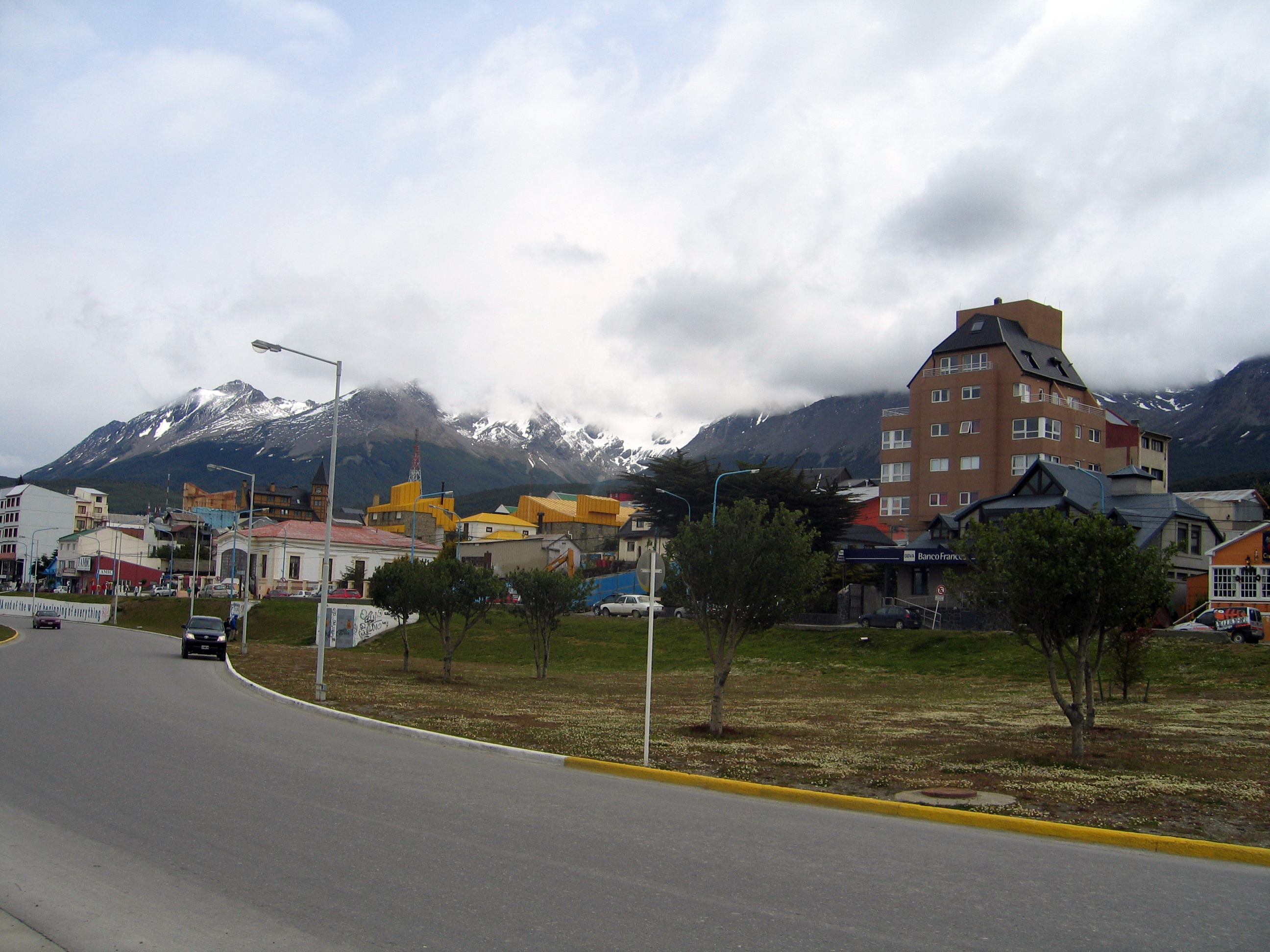
Một góc thành phố
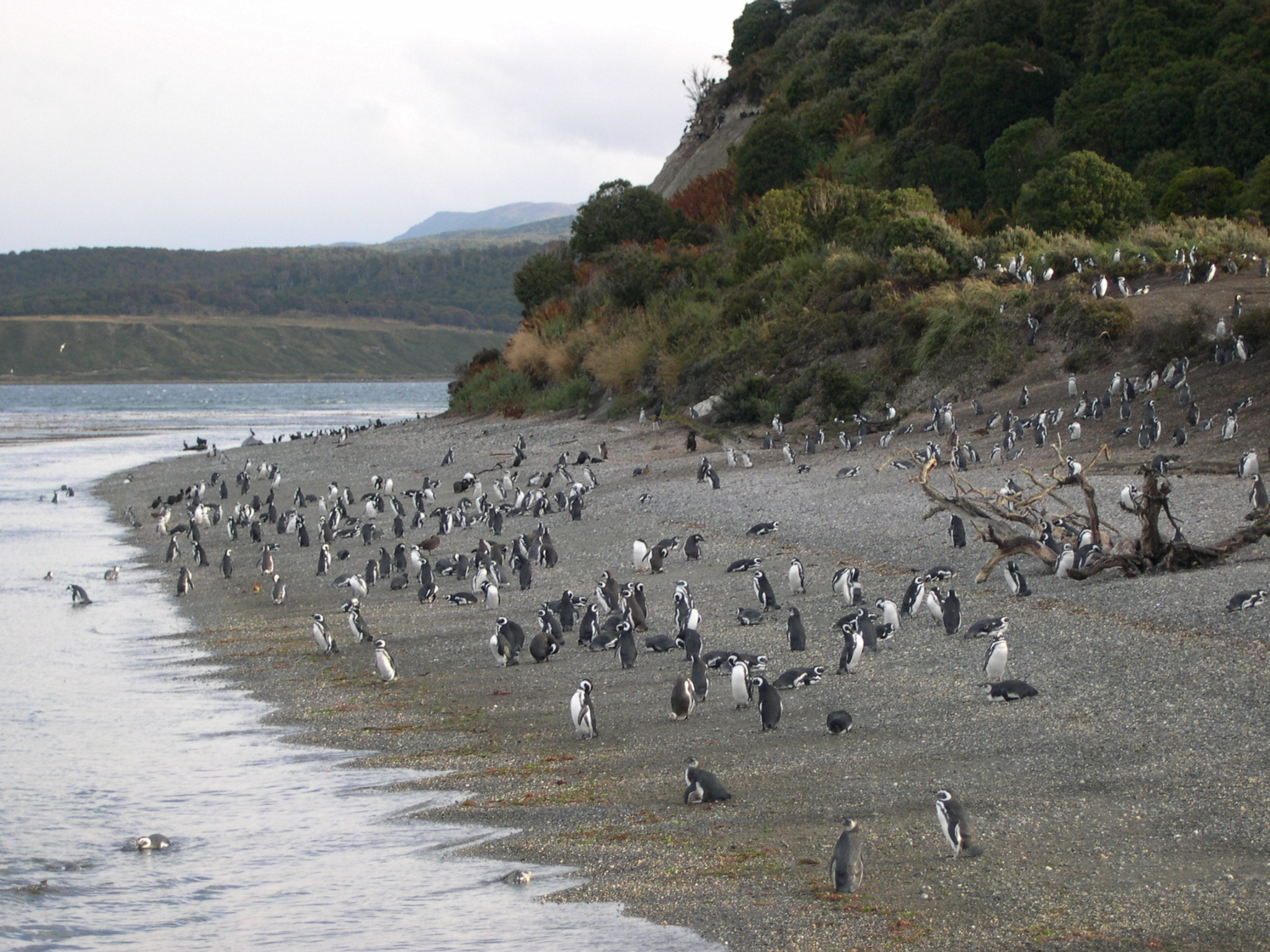
Chim cánh cụt trên đảo Martillo
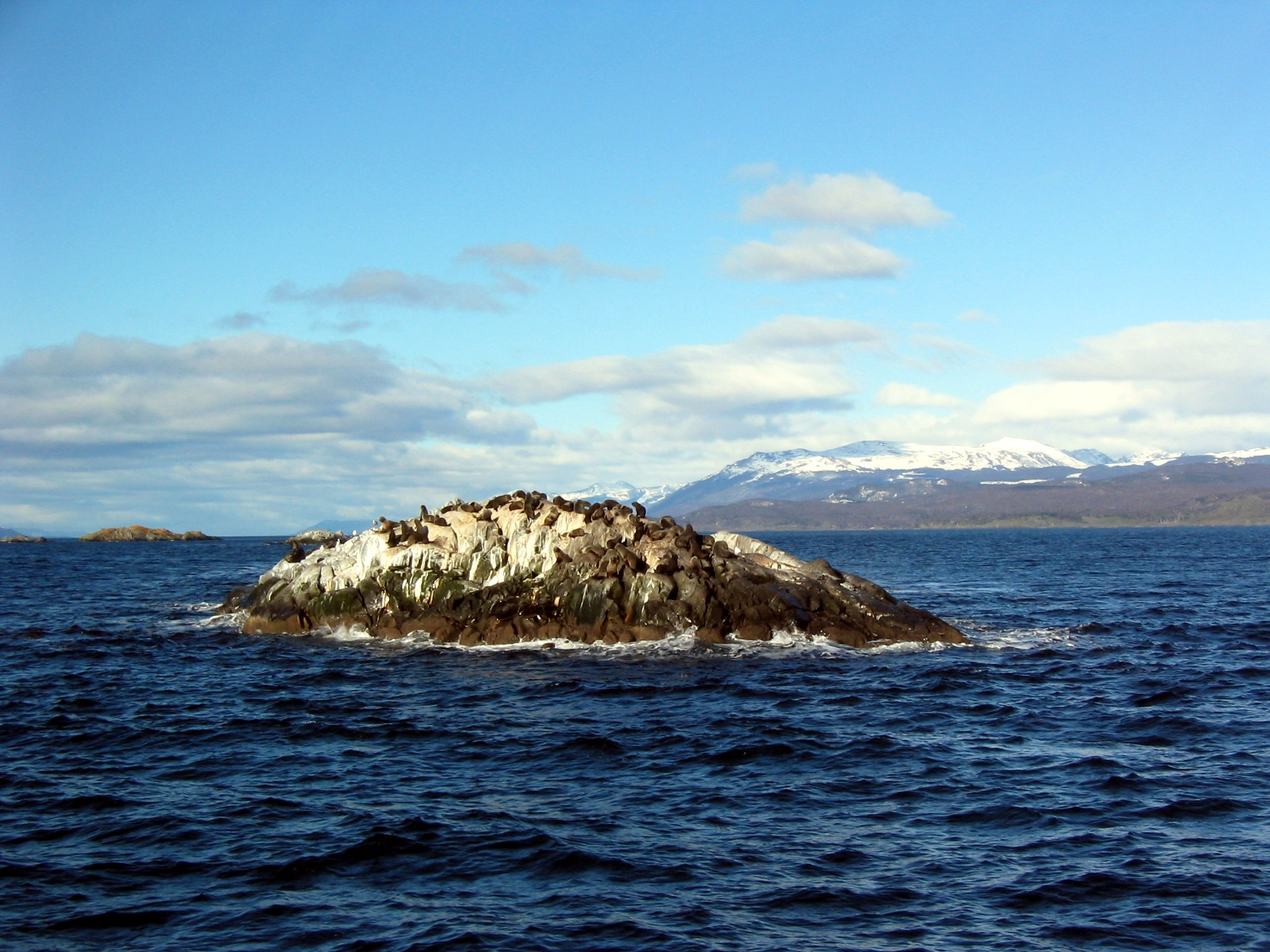
Đảo Los Lobos
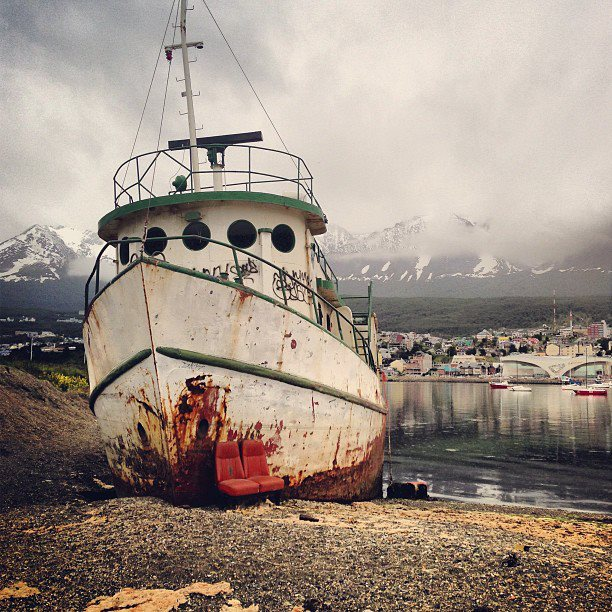
Một con tàu đắm ở Ushuaia